# Pacifički rat
Pacifički rat (šp. Guerra del Pacífico) je rat između Čilea i ujedinjenih vojnih snaga Bolivije i Perua, vođen od 1879. do 1883. godine. Tijekom rata Čile je osvojio značajan teritorij bogat rudama i aneksirao peruansku provinciju Tarapacá i bolivijsku Primorsku provinciju, čime je Bolivija ostala bez izlaza na more. Naknadno je i provicija Arica pripala Čileu. 

## Uzroci izbijanja rata
Suha klima peruanske i bolivijske obale omogućila je akumulaciju i očuvanje ogromne količine kvalitetnih nitrata kao što su guano (ptičji izmet) i salitra. Godine 1840. novootkrivena vrijednost guana kao gnojiva i salitre kao eksploziva učinila je područje pustinje Atacame na obali Pacifika strateški i gospodarski važnim. Bolivija, Čile i Peru nalazili su se na najvećim zalihama resursa traženih diljem svijeta. Tijekom rata za otoke Chincha (1864. - 1866.), Španjolska je, pod kraljicom Izabelom II., pokušala iskoristiti incident u koji su bili uključeni španjolski građani u Peruu kako bi ponovno uspostavila svoj utjecaj nad tim otočjem bogatim gnojivom, koje je izgubila proglašenjem neovisnosti Perua. Peru i Čile potpisali su sporazum o savezništvu protiv Španjolske 5. prosinca 1865. Zajedno s manjom pomoći Bolivije i Ekvadora (koji su se borili u jednom nedovršenom ratu s Peruom 1858. - 1860.), Španjolska je bila prisiljena na povlačenje nakon bitaka kod Papuda, Abtaoa i Callaoa.
Pacifički rat je izbio zbog sukoba Čilea i Bolivije oko kontrole nad prostorom pustinje Atacama. Ovo područje je bilo bogato rudama koje su tražile čileanske tvrtke poduprte britanskim kapitalom. Bolivijska vlada je pokušala podići poreze i iskoristi rast prihoda od rudarstva, što je dovelo do sukoba.
Većina radnika u rudarskoj industriji područja bili su Čileanci. Smatrali su da je povećanje poreza neopravdano i tražili su intervenciju čileanskih vlasti. To je dovelo do diplomatske krize i rata, u kojeg je uvučen i Peru zbog tajnog saveza s Bolivijom.
Dana 14. veljače 1879., čileanska vojska bez sukoba je zauzela grad Antofagastu.

## Ratne operacije
Od početka rata je bilo jasno da je pomorska prevlast na oceanu od ključnog značaja. Bolivija nije imala mornaricu, dok je Peru imao dva oklopna broda: Huáscar i Independenciu. Čile je imao bolje pripremljenu mornaricu s 2 oklopna broda i 4 korvete.
Poslije manje Bitke kod Topatera 23. ožujka 1879. nije bilo borbe na kopnu do završetka pomorske faze rata. 

### Pomorska faza rata
Čileanska mornarica je blokirala i bombardirala peruanske luke kako bi provocirala slabiju peruansku mornaricu da uđe u bitku.
Peruanska mornarica je uzvratila blokadom čileanskih luka, izbjegavajući otvoreni sukob s čileanskim brodovima.
U prvom velikom sukobu, pomorskoj bitki kod Iquiquea koja se odigrala 21. svibnja 1879., peruanski brodovi su probili čileansku blokadu Iquiquea. Brod Huáscar je potopio čileansku drvenu korvetu Esmeralda, dok je peruanski brod Independencia nasukan.
Kapetan Esmeralde, Arturo Prat, postao je nacionalni heroj Čilea jer je poginuo jurišajući na Huáscar kada je ovaj udario na njegov brod. Peruanski kapetan Huáscara, Miguel Grau, također je stekao visoku reputaciju i čin kontraadmirala. Pobijedio je u sukobu i spasio preživjele s Esmeralde te napisao pismo sućuti udovici kapetana Prata. Huáscar je, međutim, ostao jedini peruanski brod sposoban za borbu.
Tijekom idućih 6 mjeseci, brod Huáscar je sam odolijevao čileanskoj mornarici i uz to napadao čileanske luke. Time je potopio 16 čileanskih brodova i zarobio nekoliko drugih.
Čileanska mornarica je konačno, u akciji 6 brodova, onesposobila i zauzela Huáscar u Bitci kod Angamosa, 8. listopada 1879. godine, kada je poginuo i kapetan Grau.
Zauzimanjem Huáscara Čile je osigurao prevlast na moru do kraja rata. 

### Kopnena faza rata
Nakon pobjede na oceanu čileanska vojska je započela kopneni napad na Peru. Bolivijska vojska se pridružila peruanskoj u obrani, ali se pokazala kao nepouzdan saveznik. 
Čileanska vojska je bila nadmoćna u većini okršaja. Poslije čileanske pobjede u bitkama kod San Francisca (19. studenog 1879.) i "Bitke završetka savezništva" (Batalla del Alto de la Alianza, 26. svibnja 1880.), Bolivija je odustala od rata, peruanska vojska je praktički bila uništena, a Čile je zauzeo južne provincije Perua.
Čileanske snage su 7. lipnja 1880. u krvavoj bitci kod Arice zauzele peruanski grad. U toj borbi je poginulo 479 čileanskih i skoro 900 peruanskih vojnika.
U listopadu 1880. Sjedinjene Američke Države su pokušale diplomatski razriješiti sukob. Predstavnici Čilea, Bolivije i Perua su se sastali na američkom brodu u zaljevu Arica, ali su diplomati Perua i Bolivije odbili priznati teritorijalne gubitke te napustili pregovore.
Čileanska vojska je u siječnju 1881. krenula u marš prema prijestolnici Perua, Limi. Ostatci peruanske vojske i naoružani civili Perua nisu se uspjeli suprotstaviti invaziji. Čileanski vojnici su zauzeli grad i pritom opljačkali stanovništvo kako bi osigurali primanja koja im je čileanska vlada odbila dati. 
Iako nadmoćna, vojska Čilea nije uspjela potpuno pokoriti široki prostor Perua. Otpor Peruanaca je podržavala vlada SAD-a. Čileanci su u bitci kod Huamachuca u srpnju 1883. porazili peruanski pokret otpora, što je utrlo put potpisivanju mirovnog ugovora iste godine. 

### Tehnologija
Obje strane su koristile najnoviju vojnu tehnologiju s kraja 19. stoljeća poput daljinskih nagaznih mina, pomorskih torpeda, torpednih čamaca i drugih. To je bilo značajno za sukob u kojem nije bila umiješana nijedna od većih sila, a koji je privukao pozornost britanskih, francuskih i američkih promatrača. Tijekom rata, Peru je razvio Toro Submarino ("Podmornicu Bik"). Iako u potpunosti funkcionalna, nikada nije bila iskorištena u vojnoj akciji, a na kraju je potopljena kako bi se spriječilo njezino zarobljavanje od strane neprijatelja. 
Američki brod USS Wachusett (1861.), kojim je zapovijedao Alfred Thayer Mahan, bio je stacioniran u Callau, Peru, kako bi štitio američke interese u završnoj fazi rata. Mahan je formulirao koncept pomorske snage dok je čitao povijesne knjige u engleskom klubu u Limi. Ovaj koncept je postao osnova za njegovu knjigu Utjecaj pomorske nadmoći kroz povijest.

## Posljedice rata
Mirovnim Ugovorom iz Ancona iz 1883., peruanska provincija Tarapaca i bolivijska Primorska provincija (danas pod imenom: Region Antofagasta) su dodijeljene Čileu. Čile je na 10 godina okupirao provincije Tacnu i Aricu, poslije kojih je narod na plebiscitu trebao odlučiti kojoj državi će provincije pripasti. Plebiscit nije održan, već je, uz posredovanje SAD-a, 1929. postignut dogovor da Čile zadrži Aricu, a da Peru preuzme teritorij Tacne i dobije 6 milijuna američkih dolara naknade.
Bolivija je 1884. potpisala sporazum kojim je Čileu prepustila cijelu svoju pacifičku obalu uključujući i provinciju Antofagasta. Ovaj dogovor je potvrđen 1904. Čile se obvezao sagraditi željezničku prugu od La Paza do luke Arica, i jamčio slobodan tranzit bolivijske robe kroz svoj teritorij.
Pacifički rat je ostavio duboko traumatične posljedice na bolivijsko i peruansko društvo. I dan danas posljedice pacifičkog rata su aktualna tema u tisku i prepreka u normaliziranju diplomatskih i ekonomskih odnosa s Čileom u dvjema državama.
Nasuprot tomu, za Čile su posljedice rata bile veoma pogodne. Zbog prihoda od osvojenih rudom bogatih teritorija porezni prihodi države između 1879. i 1902. porasli su za 900%. Međutim, da bi održao neutralnost Argentine tijekom rata, Čile je morao odustati od svojih teritorijalnih težnji u Patagoniji. Jedna od posljedica rata bila je porast britanskog utjecaja na čileansko gospodarstvo i politiku.